# Біля стін Малапаги
«Біля стін Малапаги» (фр. Au-delà des grilles, італ. Le mura di Malapaga) — франко-італійський фільм 1949 року режисера Рене Клемана.
Стрічка отримала Міжнародний Приз журі Венеційського кінофестивалю (1949) та «Оскар» за найкращий фільм іноземною мовою (1950).

## Сюжет
П'єр (Жан Габен) тікаючи з Франції, сходить на берег в Італії через сильний зубний біль, щоб відвідати дантиста. Шахрай поміняв йому франки на фальшиві ліри, а решту грошей вкрав. Дізнавшись у спритної Чеккіни, яка зголосилася його провести, дорогу до дантиста, П'єр йде до лікаря, і тільки там усвідомлює, що ліри фальшиві, а франки вкрадені. Дантист надає йому допомогу безкоштовно. Чеккіна як і раніше супроводжує П'єра. Вона бачила, що він навіть не писнув при видаленні зуба, і в її очах він стає справжнім героєм. П'єр іде до поліції, але для нього там не знаходиться часу. Відчуваючи, що втрачати йому нічого, П'єр рушає до ресторану, де офіціанткою працює Марта (Іза Міранда), мати Чеккіни, але платити нічим. Він упевнений, що тепер його точно здадуть до поліції, але Марта переймається до нього співчуттям. Між ними налагоджуються добрі сердечні стосунки і П'єр признається Марті, що вчинив вбивство то ж тепер переховується від правосуддя.

## У ролях
| Актор            | Роль                |
| ---------------- | ------------------- |
| Жан Габен        | П'єр                |
| Іза Міранда      | Марта               |
| Віра Талькі      | Чеккіна             |
| Андреа Чеккі     | Джузеппе Манфредіні |
| Робер Дальбан    | матрос з «Флори»    |
| Аве Нінчі        | Марія               |
| Кекко Ріссоне    | фальшивомонетник    |
| Ренато Малавазі  | дантист             |
| Карло Тамберлані | комісар поліція     |
| Вітторіо Дузе    | агент               |

## Нагороди
- 1949 Премія Каннського кінофестивалю (Франція):
  - приз за найкращу режисуру — Рене Клеман
  - за найкращу жіночу роль — Іза Міранда[1]
- 1950 Премія «Оскар» Академії кінематографічних мистецтв і наук (США):
  - за найкращий фільм іноземною мовою